# Allan Savory
Clifford Allan Redin Savory, más conocido como Allan Savory (Bulawayo, Zimbabue, 15 de septiembre de 1935), es un ecólogo y ganadero zimbabuense. 
Destaca como creador del manejo holístico, un método para la gestión de los ecosistemas mediante el uso del ganado. Este sistema permite una mejor conservación y explotación de las dehesas, consiguiendo revertir los procesos de desertificación a gran escala y mitigar los efectos del calentamiento global.
Es presidente y cofundador del Instituto Savory, una organización internacional que promueve la regeneración de la tierra a través del manejo holístico.

## Biografía
Allan Savory nació en Zimbabue y se educó en Sudáfrica. Estudió zoología y botánica en la universidad de Natal. Comenzó su carrera como biólogo investigando en Rodesia del Norte, en la actual Zambia.
A partir de la década de los 60 comenzó a lograr avances significativos en la comprensión de la degradación y desertificación de los ecosistemas de pastizales y comenzó a trabajar como consultor de gestión de recursos.
En los últimos días de la Guerra civil de Zimbabue fue miembro del parlamento y principal opositor al gobierno que encabezaba Ian Smith. Como consecuencia de ello, en 1979 se vio obligado a exiliarse en los Estados Unidos, donde continuó trabajando en la gestión de la tierra a través de su consultoría.
En 1992 fundó, junto a su esposa Jody Butterfield, el Africa Center for Holistic Management, una organización sin ánimo de lucro para la enseñanza del manejo holístico. Ya en 2009 fundó, junto a varios colegas, el Instituto Savory en Boulder, Colorado.

## Reconocimientos

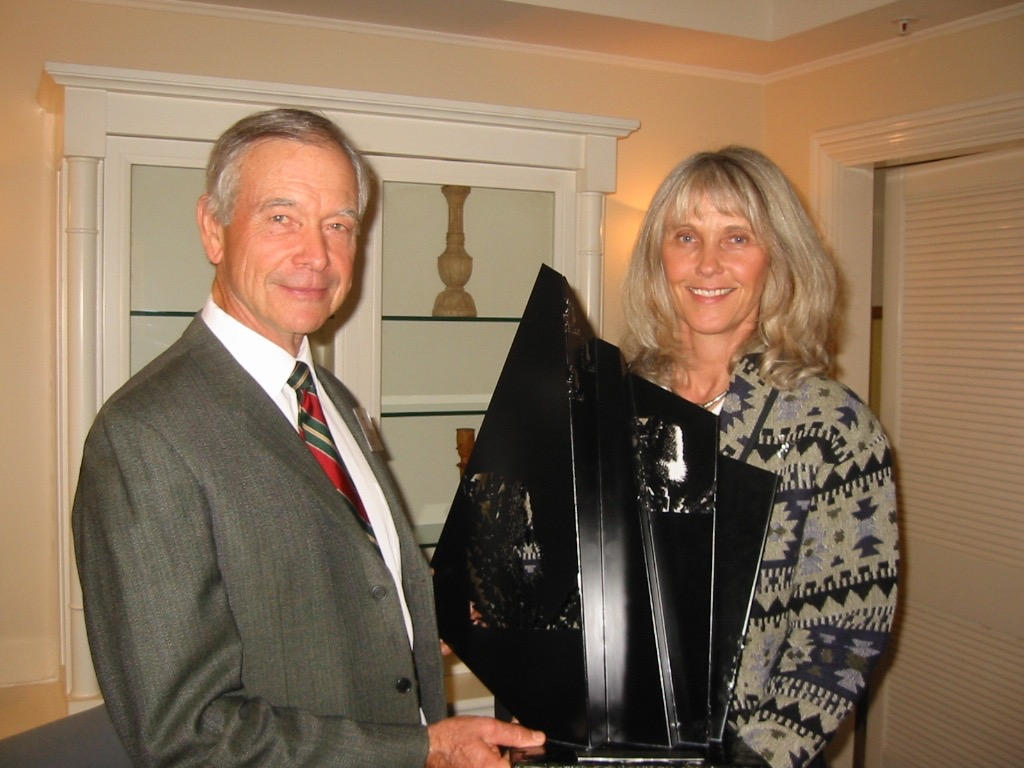
Allan Savory junto a Jody Butterfield, recibiendo el premio Banksia.

- En 2003 Allan Savory recibió el Premio Banksia Internacional de Australia «a la persona u organización que hace más por el medio ambiente a escala mundial».[3]
- En 2010 Savory junto con el Africa Center recibió el premio Challenge del Instituto Buckminster Fuller por su trabajo, que tiene «potencial significativo para resolver los problemas más apremiantes de la humanidad».[3]

## Obras
- Holistic Managemente: A New Framwork for Decision-Making [Manejo holístico: una revolución del sentido común para regenerar nuestro ambiente] (en inglés). Island Press. 1998. ISBN 978-1559634885.